# L'Abadia (la Vall de Boí)
L'Abadia és una obra de Barruera, al municipi de la Vall de Boí (Alta Ribagorça) inclosa a l'Inventari del Patrimoni Arquitectònic de Catalunya.

## Descripció
Restes de l'edifici més antic que es conserva a Barruera. Finestra de carreus de pedra amb partellum quadriculat, sobre ampit amb motllura, formant part d'un mur de tancament del pati-corral de la casa Guillem actual.
L'arc de descàrrega inferior protegia una porta amb llinda de bloc de pedra motllurat.

## Història
"ANTONIO GUI" és el text d'una inscripció a la llinda de pedra. També hi diu LLEM D 1574.